# Hard Sun
Hard Sun is de eerste single van het album Big Harvest van de band Indio, waarvan Gordon Peterson zanger was. De single kwam in 1989 uit en bereikte in de Canadese hitlijsten de tiende plaats. Het werd opgevolgd door het nummer Save For The Memory.

## Eddie Vedder
In 2007 werd een cover van het nummer gemaakt als soundtrack van de film Into the Wild, waarbij het nummer werd gezongen door Eddie Vedder en Corin Tucker. Het nummer werd als eerste single van het album Into the Wild uitgebracht en bereikte in Canada de dertiende plaats en in de Verenigde Staten de zeventiende plaats. Peterson, de schrijver van het nummer, sleepte verschillende partijen die betrokken waren bij de cover in 2009 voor de rechter vanwege aangepaste liedteksten en uitholling van de compositie. Hij werd echter niet in zijn gelijk gesteld.

### NPO Radio 2 Top 2000
| Nummer met noteringen in de NPO Radio 2 Top 2000 | '15  | '16 | '17 | '18 | '19 | '20 | '21 | '22 | '23 | '24  |
| ------------------------------------------------ | ---- | --- | --- | --- | --- | --- | --- | --- | --- | ---- |
| Hard Sun                                         | 1477 | 501 | 563 | 568 | 611 | 711 | 725 | 849 | 967 | 1028 |

1. ↑  Een vetgedrukt getal geeft de hoogste notering aan.
2. ↑  2015 was het eerste jaar met een notering voor dit nummer.